# PSR B1257+12
PSR B1257+12 (또는 PSR 1257+12)는 지구에서 약 980광년 떨어져 있는 펄사이다. 2007년 기준으로 이 펄사 주위에는 3개의 펄사 행성이 돌고 있는 것으로 확인되어 있다.

## PSR B1257+12D의 존재 의문
또한, PSR B1257+12D가 있는지 의문이기도 한다.

## 명칭의 유래
PSR B1257+12는 처녀자리에 있다. PSR B1257+12 명칭은 원기 1950.0을 기준으로 한 방위를 뜻한다.

## 거리
이 펄사는 지구에서 980 광년 거리에 있다.

## 발견 및 역사
PSR B1257+12는 폴란드 천문학자 알렉산더 볼시찬이 1990년 아레시보 천문대의 전파 망원경을 통해 발견했다.

## 특징
PSR B1257+12는 중성자별의 일종인 밀리초 펄사이며, 이후 펄사 주기에 6.22 밀리초 주기의 묘한 진동이 있음이 감지되었다.

## 행성계및행성보유
1992년 알렉산더 볼시찬과 데일 프레일은 PSR B1257+12에 행성 두 개가 있는 것을 발견했다.

## 행성계의 존재의 위엄
이들 두 행성은 태양계 밖에서 발견된 최초의 외계 행성이었으며 펄사 행성이라는 이름이 붙었고, 주계열성 주변에서만 행성을 찾던 많은 천문학자들을 놀라게 했다. 그러나 행성의 발견 뒤에도 이전에 계산 착오로 인한 발견 취소 전례(PSR 1829-10 주위를 돈다고 생각했던 외계 행성)가 있었기 때문에 불 분명성은 남아 있었다. 이후 PSR B1257+12 주변에서 행성 한 개가 더 발견되었다. 추가로 이 행성계에는 카이퍼대나 소행성대와 유사한 환경이 형성되어 있을 가능성이 있다.

## 행성과 중성자별의 별칭
참고로 이 중성자별과 행성들에는 별칭이 붙어 있는데, 중성자별에 붙은 별칭은 '시체'를 뜻하는 리치(Lich),그 주위를 도는 행성들은 중성자별에 가까운 순서부터 "드래거, 폴터가이스트, 포베토르"이다.

## 행성계 구조
PSR B1257+12 행성계 구조는 다음과 같다.
| 동반 천체 (가까운 천체순) | 질량 (ME) | 공전주기 (일) | 공전궤도 반지름 (AU) | 이심률 |
| ------------------------- | --------- | ------------- | -------------------- | ------ |
| A                         | 0.025     | 25.262        | 0.19                 | 0.00   |
| B                         | 4.3±0.2   | 66.5419       | 0.36                 | 0.0186 |
| C                         | 3.9±0.2   | 98.2114       | 0.46                 | 0.0252 |
| D?                        | <0.0004   | 1250          | 2.6                  | ?      |

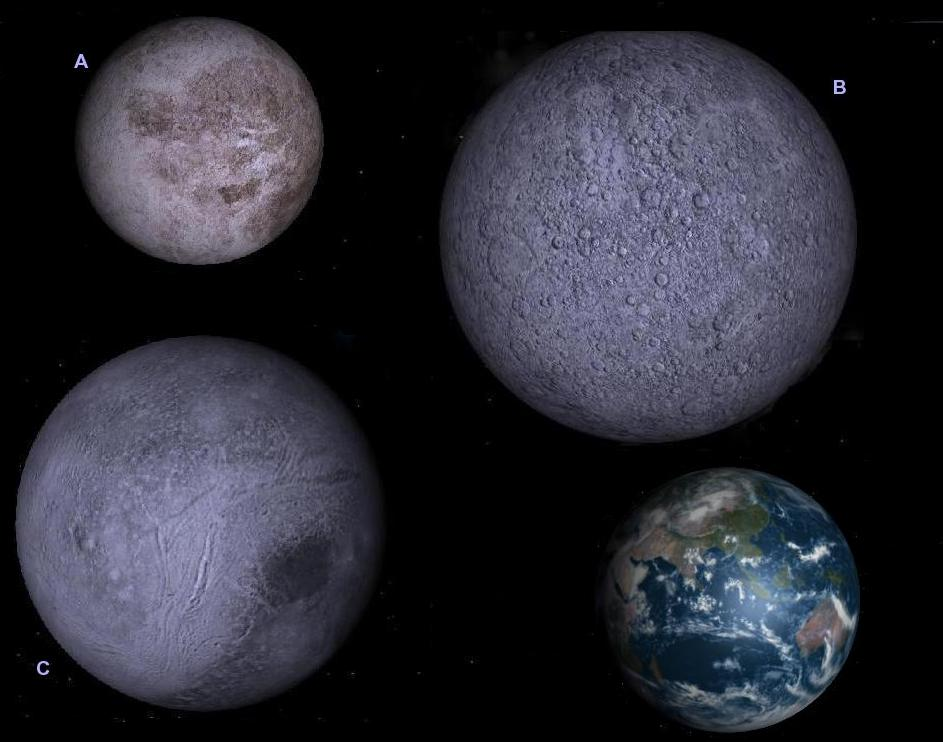
지구와 PSR 1257+12의 세 행성 크기를 비교한 것. 알파벳은 중성자별으로부터의 위치 순서대로 붙어 있다(실제 행성에 붙은 명칭이 아니다).

이 행성들은 과거 가스 행성이었던 천체의 대기가 날아가고 씨앗만 남은 것이든지, 아니면 예전 펄사의 본체였던 항성이 초신성 폭발을 일으키고 남은 잔해로부터 생겨난 행성일 가능성이 있다. 특이한 점은, PSR B1257+12 주위에 있는 행성에는 대문자 알파벳 A에서 D까지 붙어 있는데, 보통의 항성 주변에서 발견된 행성들은 발견된 순서대로 소문자 b부터 시작하는 것과는 다르다.

## 또 다른 행성의 존재 의심
1996년 PSR B1257+12에서 약 40 천문단위 떨어진 곳에 지구 질량의 약 100배(토성과 비슷하다)의 행성이 존재한다고 발표되었으나, 합의를 얻지 못했고 기각되었다. 현재 이 지구 질량 약 100배 천체는 혜성체 또는 소행성 천체들로 인한 신호를 오인한 것으로 생각된다.

## 혜성으로 의심되는 천체
PSR B1257+12을 약 2.6 천문단위 거리에서 약 3.5년 주기로 도는 혜성 또는 소행성이 있을 가능성이 제기되었다. 해당 천체의 크기는 매우 작아서 행성으로 취급 받지는 못하고 있으나, 최초로 외계 세계에서 발견된, 우리 태양계의 카이퍼대와 비슷한 소행성 또는 혜성일 것으로 보인다. 이 천체는 펄사를 도는 작은 천체들 중 가장 큰 것일 가능성이 있다.

## 같이 보기
- 페가수스자리 51
- PSR B1620-26